# Мусса Уаттара
Мусса Уаттара (фр. Moussa Ouattara, нар. 31 грудня 1981) — буркінійський футболіст, що грав на позиції захисника, зокрема, за низку європейських клубних команд та національну збірну Буркіна-Фасо.

## Клубна кар'єра
У дорослому футболі дебютував 1998 року виступами за команду «Фасо-Єнненга», в якій провів чотири сезони. 
2002 року був запрошений до французького «Тура». У цій команді не заграв і наступного року перейшов до «Кретея», де також не став основним гравцем, проте півтора роки мав регулярну ігрову практику.
Протягом 2004–2006 років грав у Шотландії за «Рейт Роверс» та в Польщі за «Легію», після чого опинився у німецькому  «Кайзерслаутерні», у складі якого протягом трьох років виступав у Другій Бундеслізі.
В сезоні 2009/10 виступав вже за другу команду «Кайзерслаутерна» в четвертому німецькому дивізіоні, після чого у першій половині 2010-х завершував ігрову кар'єру виступами за команди п'ятого і шостого дивізіонів першості Німеччини — «Фортуна» (Кельн), «Шермбек» та «Ванне-Айкель».

## Виступи за збірну
1999 року дебютував в офіційних матчах у складі національної збірної Буркіна-Фасо.
У складі збірної був учасником Кубка африканських націй 2004 року в Тунісі та Кубка африканських націй 2010 року в Анголі.
Загалом протягом кар'єри у національній команді, яка тривала 11 років, провів у її формі 29 матчів.